# Melkij bes
Melkij bes (russisk: Мелкий бес) er en russisk spillefilm fra 1995 af Nikolaj Nikolajevitj Dostal.

## Medvirkende
- Sergej Taramaev som Peredonov
- Irina Rozanova som Varvara
- Polina Kutepova som Ljudmila
- Aleksej Elistratov som Pylnikov
- Sergej Batalov som Volodin